# Issa (přítok Velikoj)
Issa (rusky Исса) je řeka ve Pskovské oblasti v Rusku. Je 174 km dlouhá. Povodí má rozlohu 1580 km².

## Průběh toku
Odtéká z jezera Dědino na samém jihozápadě oblasti. Teče převážně na sever. V jejím povodí je přibližně 200 mělkých jezer. Je to levý přítok řeky Velikaja (povodí Pskovského jezera.

## Vodní stav
Zdroj vody je smíšený s převahou sněhového.